# تومي سودربيرغ
تومي سودربيرغ (بالسويدية: Tommy Söderberg)، من مواليد 1948، مدرب كرة قدم سويدي.
درب منتخب السويد لكرة القدم بين عامي 1998 و2004، وقد كان مدربا مع لارس ليغرباك منذ 2000 وحتى عام 2004.

## روابط خارجية
- تومي سودربيرغ على موقع قاعدة بيانات كرة القدم.إي يو (الإنجليزية)
- تومي سودربيرغ على موقع ناشيونال فوتبول تيمز (الإنجليزية)
- تومي سودربيرغ على موقع Soccerway.com (الإنجليزية)